# Phường 22
Phường 22 là một phường thuộc quận Bình Thạnh, Thành phố Hồ Chí Minh, Việt Nam.
Phường 22 có diện tích 1,77 km², dân số năm 2021 là 43.510 người,  mật độ dân số đạt 24.581 người/km².

## Hình ảnh

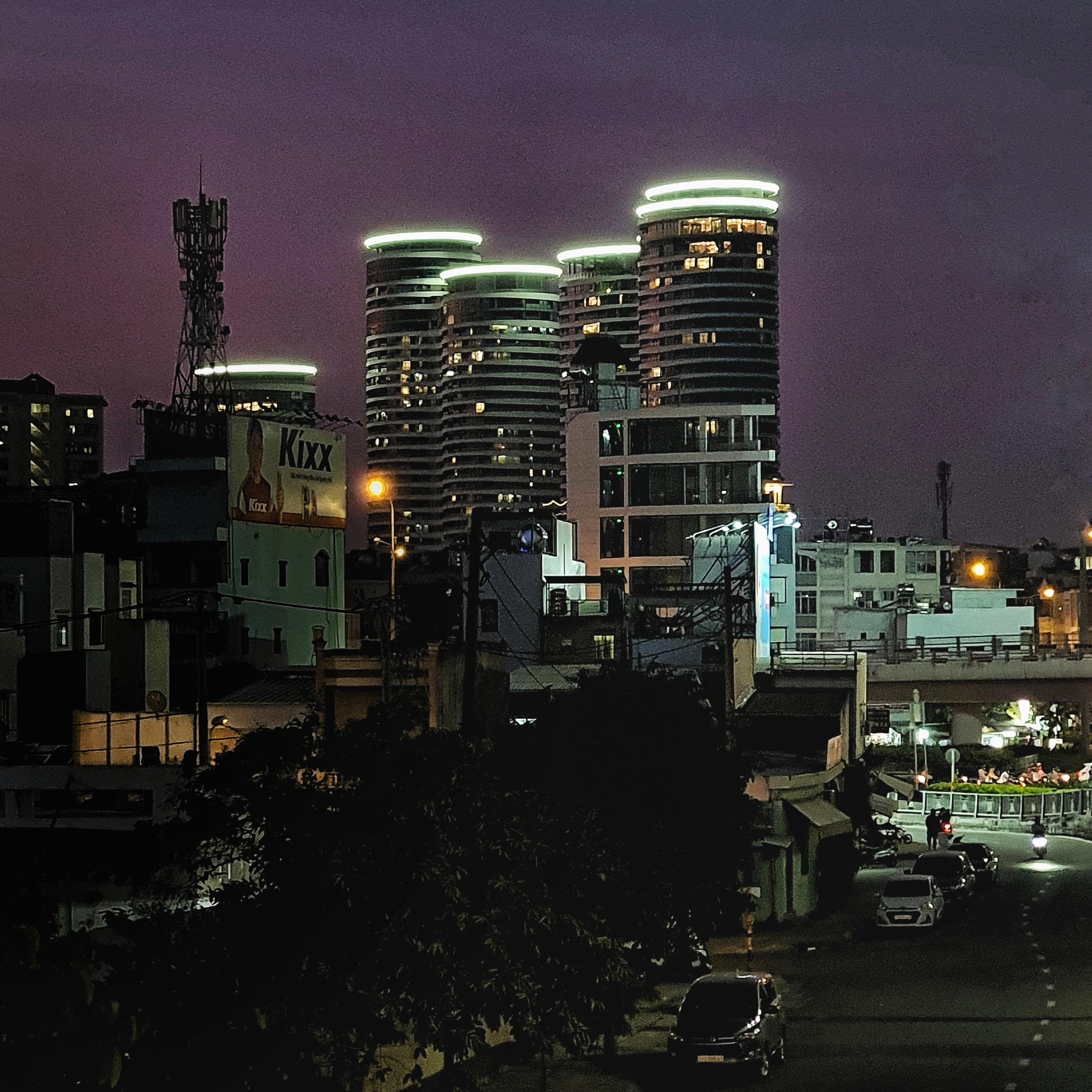
Nhà cao tầng trên đường Ngô Tất Tố, Phường 22, Quận Bình Thạnh.